# Čenej
Čenej (cyr. Ченеј) – wieś w Serbii, w Wojwodinie, w okręgu południowobackim, w mieście Nowy Sad. W 2011 roku liczyła 2125 mieszkańców.